# Zomerse 50
De Zomerse 50 was een jaarlijks terugkerende zomer-hitlijst in Nederland en België. De lijst werd sinds 2001 jaarlijks op verschillende radiostations op AM, FM, DAB+ en internet uitgezonden en is een initiatief van TV Enschede FM.
De lijst werd samengesteld op basis van stemmen van luisteraars van uitzendende radiostations. In 2021 deden 150 radiozenders mee en stemden ruim 83.000 mensen op hun favoriete zomerhits.
De Zomerse 50 kende ook een wintervariant, de Winterse 50. Deze werd op dezelfde wijze samengesteld.
Op 4 juli 2022 maakte de organisatie te stoppen met de Zomerse en Winterse 50.

## Overzicht
| Jaartal | Artiest                                       | Nummer                          |
| ------- | --------------------------------------------- | ------------------------------- |
| 2001    | Jody Bernal                                   | Que Si, Que No                  |
| 2002    | Jody Bernal                                   | Que Si, Que No                  |
| 2003    | The Underdog Project vs The Sunclub           | Summer Jam 2003                 |
| 2004    | O-Zone                                        | Dragostea din Tei               |
| 2005    | O-Zone                                        | Dragostea din Tei               |
| 2006    | Juannes                                       | La Camisa Negra                 |
| 2007    | Juannes                                       | La Camisa Negra                 |
| 2008    | Juannes                                       | La Camisa Negra                 |
| 2009    | Damaru & Jan Smit                             | Mi Rowsu (Tuintje in mijn hart) |
| 2010    | Yolanda Be Cool & DCUP                        | We No Speak Americano           |
| 2011    | Kid Rock                                      | All Summer Long                 |
| 2012    | Gusttavo Lima                                 | Balada                          |
| 2013    | Avicii                                        | Wake Me Up!                     |
| 2014    | Anders Nilsen                                 | Salsa Tequila                   |
| 2015    | Kaoma                                         | Lambada                         |
| 2016    | Kaoma                                         | Lambada                         |
| 2017    | Luis Fonsi & Daddy Yankee (ft. Justin Bieber) | Despacito                       |
| 2018    | Daddy Yankee                                  | Dura                            |
| 2019    | Bryan Adams                                   | Summer of '69                   |
| 2020    | Conkarah ft Shaggy                            | Banana (DJ FLe Minisiren Remix) |
| 2021    | Kaoma                                         | Lambada                         |